# Eleanor R. Adair
Eleanor Reed Adair (Arlington, Massachusetts, 11 de noviembre de 1926-20 de abril de 2013), nacida como Eleanor Campbell Reed, fue una fisióloga estadounidense que estudió los efectos de la radiación electromagnética en los seres humanos. Es prominente por realizar los primeros estudios en humanos que demuestran la seguridad de la radiación de microondas.

## Biografía
Eleanor Campbell Reed nació el 28 de noviembre de 1926 en Arlington, Massachusetts, Estados Unidos. Recibió su título universitario de Mount Holyoke College en 1948. Más tarde se casó con el físico Robert K. Adair en 1952. En 1955, obtuvo su doctorado de la Universidad de Wisconsin-Madison en una mezcla de dos campos: Psicología Sensorial y Física.

### Muerte
Adair falleció en 2013 debido a complicaciones de un derrame cerebral.

## Trabajo científico
A partir de la década de 1970, Adair realizó estudios de fisiología como miembro del Laboratorio John B. Pierce en New Haven para conocer cómo los humanos y los animales reaccionan al calor. Este trabajo la llevó a centrarse en el área controvertido de las microondas y su efecto en la salud humana. Experimentando primero en monos ardilla y luego en voluntarios humanos, llegó a la conclusión de que la radiación de microondas de los teléfonos celulares, microondas y líneas eléctricas era inofensiva para los humanos y animales.
En 1996, se unió al Laboratorio de Investigación de la Fuerza Aérea de los Estados Unidos en la Base de la Fuerza Aérea Brooks en Texas, como científica sénior estudiando los efectos de la radiación electromagnética.

## Premios y honores
Adair fue miembro de varias sociedades científicas, entre ellas la Sociedad de Bioelectromagnética y el Instituto de Ingeniería Eléctrica y Electrónica  (IEEE, por sus siglas en inglés). Presidió comités varios del IEEE, incluido el Comité de Hombre y Radiación y el Comité Coordinador de Estándares. Asimismo, fue miembro del National Council on Radiation Protection and Measurement Committee.
En 2007, recibió el premio D'Arsonval por su trabajo en bioelectromagnetismo por la Sociedad de Bioelectromagnetismo.